# Suurküla (Märjamaa)
Pour les articles homonymes, voir Suurküla.
Suurküla est un village estonien situé sur la commune de Märjamaa dans le comté de Rapla.